# That’s All I Know (Right Now)
That’s All I Know (Right Now) – split zespołów: The Neon Boys i Richard Hell and the Voidoids wydany w 1980 przez wytwórnię Shake Records. Nagrań dokonano w latach 1973–1978 w nowojorskich "Big Apple Studios" oraz "Chelsea Sound Studios". Do reedycji CD z 1991 dodano jeden utwór The Neon Boys.

## Lista utworów

### wersja LP 1980
The Neon Boys
1. "That’s All I Know (Right Now)" (Tom Verlaine/Richard Hell) – 2:30
2. "Love Comes in Spurts" (Tom Verlaine/Richard Hell) – 2:59

Richard Hell and the Voidoids:
1. "Time" (Richard Hell) – 2:59
2. "Don't Die" (Ivan Julian/Richard Hell) – 2:47

### wersja CD 1991
The Neon Boys
1. "That’s All I Know (Right Now)" (Tom Verlaine/Richard Hell) – 2:37
2. "Love Comes in Spurts" (Tom Verlaine/Richard Hell) – 3:02
3. "High Heeled Wheels" (Tom Verlaine/Richard Hell) – 3:15

Richard Hell and the Voidoids:
1. "Time" (Richard Hell) – 3:05
2. "Don't Die" (Ivan Julian/Richard Hell) – 2:49

- Utwory 1, 2, 3 nagrano w 1973. Remiks Big Apple Studios (Nowy Jork)
- Utwory 3, 4 nagrano w 1978 w Chelsea Sound Studios (Nowy Jork)

## Skład

### The Neon Boys
- Richard Hell – śpiew, gitara basowa
- Tom Verlaine – gitara
- Billy Ficca – perkusja

### Richard Hell and the Voidoids
- Richard Hell – śpiew
- Ivan Julian – gitara
- Robert Quine – gitara
- Xavier Sessive (John Xavier) – gitara basowa
- James Morrison – perkusja
- Kitty Summerall – dalszy śpiew

produkcja
- Tom Verlaine – produkcja (1-3)
- Richard Hell – produkcja (4, 5)
- Phil Bulla – nagranie (4, 5)